# Hochfeiler
Hochfeiler (em italiano:  Gran Pilastro; em alemão:  Hochfeiler) é uma montanha nos Alpes de Zillertal, na fronteira entre Tirol, Áustria, e Tirol do Sul, Itália.